# 산토도밍고데라칼사다
산토도밍고데라칼사다(스페인어: Santo Domingo de la Calzada)는 스페인 라리오하 지방에 위치한 도시로, 인구는 6,780명(2009년 기준), 면적은 40.09km2이다. 도시 이름은 도시를 설립한 성(聖) 도밍고 가르시아에서 유래된 이름이다.